# Naufragio del Jambelí
El hundimiento de la motonave Jambelí fue una tragedia marítima que ocurrió en la madrugada del 24 de diciembre de 1973. La motonave que zarpó desde Puerto Bolívar, provincia de El Oro, se dirigió con destino a la ciudad de Guayaquil, sin embargo, debido a la sobrecarga de pasajeros y mercancías, el navío naufragó frente a las costas de la isla Puná.
La motonave llevaba aproximadamente una cifra superior a los 500 pasajeros; sin embargo, la MS Jambelí solo tenía capacidad para 75 personas. La sobrecarga de pasajeros, sumado al exceso de mercaderías que transportaba, causó que a las 00:45 aproximadamente el barco a motor sufriera un debilitamiento en su estructura de madera y posteriormente se volcó.
Las labores de rescate en varios días posteriores resultaron en la aparición de aproximadamente 380 cadáveres de las víctimas del naufragio.

## Características de la nave
La nave Jambelí era un barco a motor o motonave propiedad de la Compañía Transportadora Jambelí. La motonave tenía 95 pies de eslora, 16 pies de manga, un puntal de 5.33 y su estructura era totalmente de madera. La capacidad total de pasajeros era únicamente de 75 personas. Poseía una matrícula de la provincia del Guayas cuyo código era «C.N. 00-0049». Al momento del naufragio, la nave ya tenía 57 años de servicios en transportación de pasajeros y carga. Realizaba recorridos de transportación de personas y mercancías entre Puerto Bolívar, en la provincia de El Oro, hasta la ciudad de Guayaquil tres veces a la semana, usualmente los días lunes, miércoles y viernes.
Además de la MS Jambelí, otras motonaves cubrían el trayecto Puerto Bolívar-Guayaquil, como la Olmedo, la Daysi Edith y la Colón.
La nave era objeto de proceso judicial (juicio), que estaba pendiente de un proceso de embargo que el Instituto Ecuatoriano de Seguridad Social (IESS)  había iniciado contra la compañía propietaria por concepto de mora patronal.

## Sucesos

### Antecedentes
Desde el año 1965 hubo un auge en el comercio fronterizo entre Ecuador y Perú; sin embargo, el comercio se veía efectivo únicamente en las zonas cercanas a las fronteras, es decir, cerca del puente internacional ubicado entre la ciudad ecuatoriana de Huaquillas y la localidad peruana de Aguas Verdes. Las mercaderías difícilmente avanzaban hasta las grandes ciudades como Guayaquil o Quito, debido principalmente a la pobre calidad de la infraestructura vial en el país por aquel entonces. Es por tal motivo que, a falta de más vehículos terrestres de transporte y buenas carreteras, hubo una gran demanda del transporte por la vía marítima, en especial de motonaves como la Colón, la Olmedo, la Presidente, la Daise Edith y la Jambelí, con las cuales de ahorra tiempo y dinero para la movilización de las mercaderías a Guayaquil, donde los comerciantes mayoristas acogían los productos provenientes del Perú que en el país tenían buena comercialización.
Otro de los factores que aportó al uso elevado de motonaves fue la corrupción de ciertos empleados de la Aduana ecuatoriana quienes exigían el pago de una «guarandalla» (soborno/coima) para permitir el paso de mercaderías a los «chuteros» (contrabandistas), dichas coimas a veces ascendían a trescientos mil sucres por cada unidad. El contrabando tuvo una escalada exponencial en especial en vísperas de las épocas festivas de Navidad y Año Nuevo, en donde la demanda de juguetes peruanos aseguraba grandes beneficios económicos a los chuteros.

### Zarpe
El día lunes 23 de diciembre de 1973, la motonave Jambelí se encontraba en Puerto Bolívar, parroquia y puerto de Machala, en la provincia de El Oro, para realizar un viaje hacia Guayaquil, como era usual, ya que realizaba esta actividad tres veces a la semana (lunes, miércoles y viernes). Muchas personas requerían viajar llevando muchas mercancías para comercializarlas en la capital guayasense; así como también otras volvían para pasar con sus familias en las festividades de Nochebuena y Navidad. 
Alrededor de las cuatro de la tarde empezaron a llegar al malecón Alférez de Fragata Víctor Naranjo Fiallos de Puerto Bolívar varios buses de la Cooperativa El Oro, los cuales transportaban tanto mercaderías como comerciantes, los cuales inmediatamente empezaron a llenar espacios en las bodegas de la Jambelí, así como para separar camarotes y hamacas para zarpar a Guayaquil. El zarpe estaba programado para las 20:00 de aquella noche como era lo usual.
La motonave tenía una capacidad máxima permitida de 75 pasajeros, sin embargo, según varias versiones la cifra oscilaba entre 500 y 600 personas que abarrotaban la nave, además de sus mercancías y equipajes. Entre los pasajeros estaban los quince integrantes de la nave (entre ellos el capitán Juan Nieto, el piloto Francisco Quinde, el copiloto Jorge Contreras, el contador Arturo Coello, el maquinista Segundo Díaz), comerciantes, pasajeros que iban a reunirse con sus familiares en Guayaquil, y un numeroso grupo de conscriptos y soldados batallón Imbabura del cantón Santa Rosa. Los registros indican que iban a bordo más 500 latas de manteca peruana, 240 sacos de cacao, 400 jabas de gaseosas vacías, 60 sacos de limones, 12 sacos con conchas prietas, 50 quintales de maní peruano, 8 cajas de tomate, juguetes, ropa, floreros muranos, calzado, entre otros insumos.
Alrededor de las 17:30 de la tarde, marinos de la Capitanía del Puerto -luego de ver la situación- formaron una línea a manera de cortina para impedir el ingreso de más personas o mercancías. Según versiones de víctimas hubo varias quejas y dudas por el sobrepeso de la nave, incluso el propio piloto reclamó al dueño de la motonave quién menospreció la situación. Las autoridades de la Capitanía del Puerto y los administradores de la nave aprobaron el zarpe.

### Naufragio
La motonave Jambelí se alejó lentamente del muelle de cabotaje y tomó rumbo hacia Guayaquil. Sin embargo, cerca de las 22:30 la nave sufrió un cabeceo, más de dos bandazos en babor y estribor, lo que generó mucha preocupación en los pasajeros. Media hora después la nave comenzó a abanicarse y zigzaguear, a lo que el piloto y copiloto intentaron nivelar; muchos pasajeros empezaron a gritar, a lo que el copiloto Contreras pidió que no corran ni se muevan ya que corrían grave riesgo de virarse. Eventualmente, la situación se tranquilizó.
Cerca de las 00:30 del 24 de diciembre, luego de 34 millas recorridas de un total de 70, los pasajeros -quienes habían logrado conciliar el sueño- se enfrentaron a las fuertes corrientes marinas que chocan y generan un oleaje muy fuerte, generando bandazos a la nave, frente a la isla Puná. El Jambelí, que ya tenía la línea de agua al tope, había superado nuevamente los oleajes; sin embargo, 10 minutos después, a las 00:45 la nave ladeó sobre la izquierda, lo que despertó a los pasajeros nuevamente, y trataron de estabilizar la motonave al colocarse al lado derecho para balancear. El motor comenzó a fallar, al tiempo en que perdió estabilidad y la estructura de madera crujió. Minutos después, la nave comenzó a hundirse.

### Labores de rescate
Los primeros en realizar labores de rescate fueron los pescadores del caserío Buenos Aires de la isla Puná, debido a que el hundimiento de la nave ocurrió frente a sus costas. Utilizando sus canoas y demás pequeñas embarcaciones lograron rescatar alrededor de 200 personas, según algunas fuentes. Según las crónicas, 142 pasajeros lograron salvarse asistidos de las escasas boyas que tenía la motonave, así como de maderas  que flotaban, mientras que otros pudieron nadar hasta ser ayudados por los lugareños. La noticia del incidente trágico llegó a Guayaquil el 25 de diciembre, desde donde zarpó el BAE Cotopaxi con un grupo de buzos de rescate. Cerca de las 9:00, los rescatistas llegaron al lugar, y en el primer día de labores, pudieron sacar cerca de 106 cadáveres, pertenecientes a las personas que no pudieron salir de la nave.
Luego de 4 días de labores de rescate, la cifra de cadáveres encontrados ascendió aproximadamente a 380.